# Breitenburg
Breitenburg er administrationsby og en kommune i det nordlige Tyskland, beliggende i Amt Breitenburg under Kreis Steinburg. Kreis Steinburg ligger i den sydvestlige del af delstaten Slesvig-Holsten.

## Geografi
Breitenburg ligger omkring fire kilometer sydøst for Itzehoe (bydelen Nordoe ligger syd for Itzehoe) ved floden Stör. Breitenburger Færge fører Landesstraße 116 over Stör. Syd for kommunen løber motorvejen A23 fra Hamborg til Itzehoe. Den godt ti km lange Breitenburger Kanal der blev anlagt fra 1875 til 1877, til at transportere tørv fra Breitenburger Moor og cement fra en fabrik i Lägerdorf, går gennem kommunen.

## Historie
I 1526 erhvervede Johan Rantzau geesthøjden ved at købe landejendommene tilhørende klosteret Bordesholm i sognet Breitenberg ved Stör, som ved en oversvømmelse var blevet ødelagte. Her ligger nu kirken. Johann Rantzau lod her i 1531 sit sæde Schloss Breitenburg bygge, som siden da næsten uafbrudt var ejet af greverne af Rantzau. Herskabet Breitenburg efterlod til sin søn, statholderen Heinrich, mens godset Bothkamp tilfaldt den yngste søn Paul.